# Schistonota
Schistonota è un sottordine di insetti dell'ordine Ephemeroptera, di cui si conoscono in tutto il mondo circa 1500 specie ripartite in 16 famiglie. 
Le ali sporgono per più della metà oltre i segmenti toracici e ricoprono parzialmente quelli addominali.

## Tassonomia
- Superfamiglia Baetoidea
  - Ameletopsidae
  - Ametropodidae
  - Baetidae
  - Oniscigastridae
  - Siphlonuridae

- Superfamiglia Ephemeroidea
  - Behningiidae
  - Ephemeridae
  - Euthyplociidae
  - Palingeniidae
  - Polymitarcydae
  - Potamanthidae

- Superfamiglia Heptagenioidea
  - Coloburiscidae
  - Heptageniidae
  - Isonychiidae
  - Oligoneuriidae

- Superfamiglia Leptophlebioidea
  - Leptophlebiidae